# Sant Cristòfol de Cornellà del Bercol

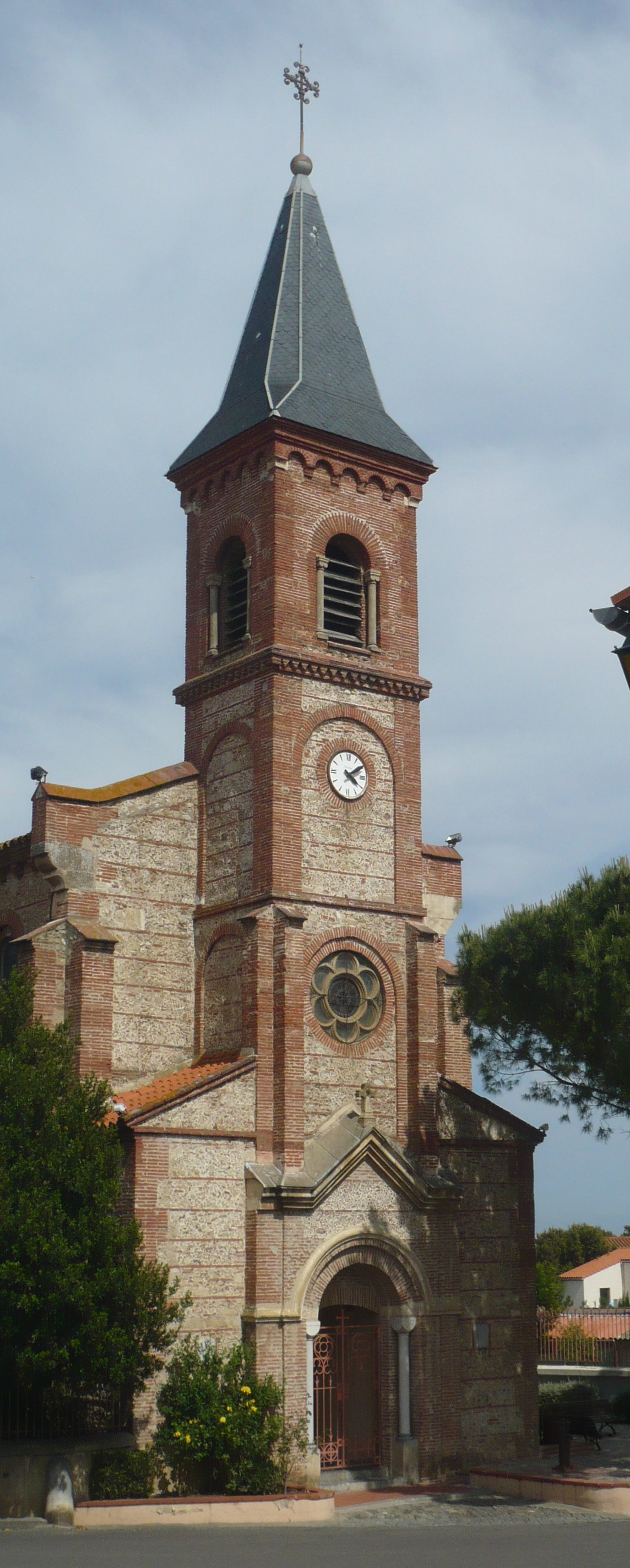
El campanar de l'església

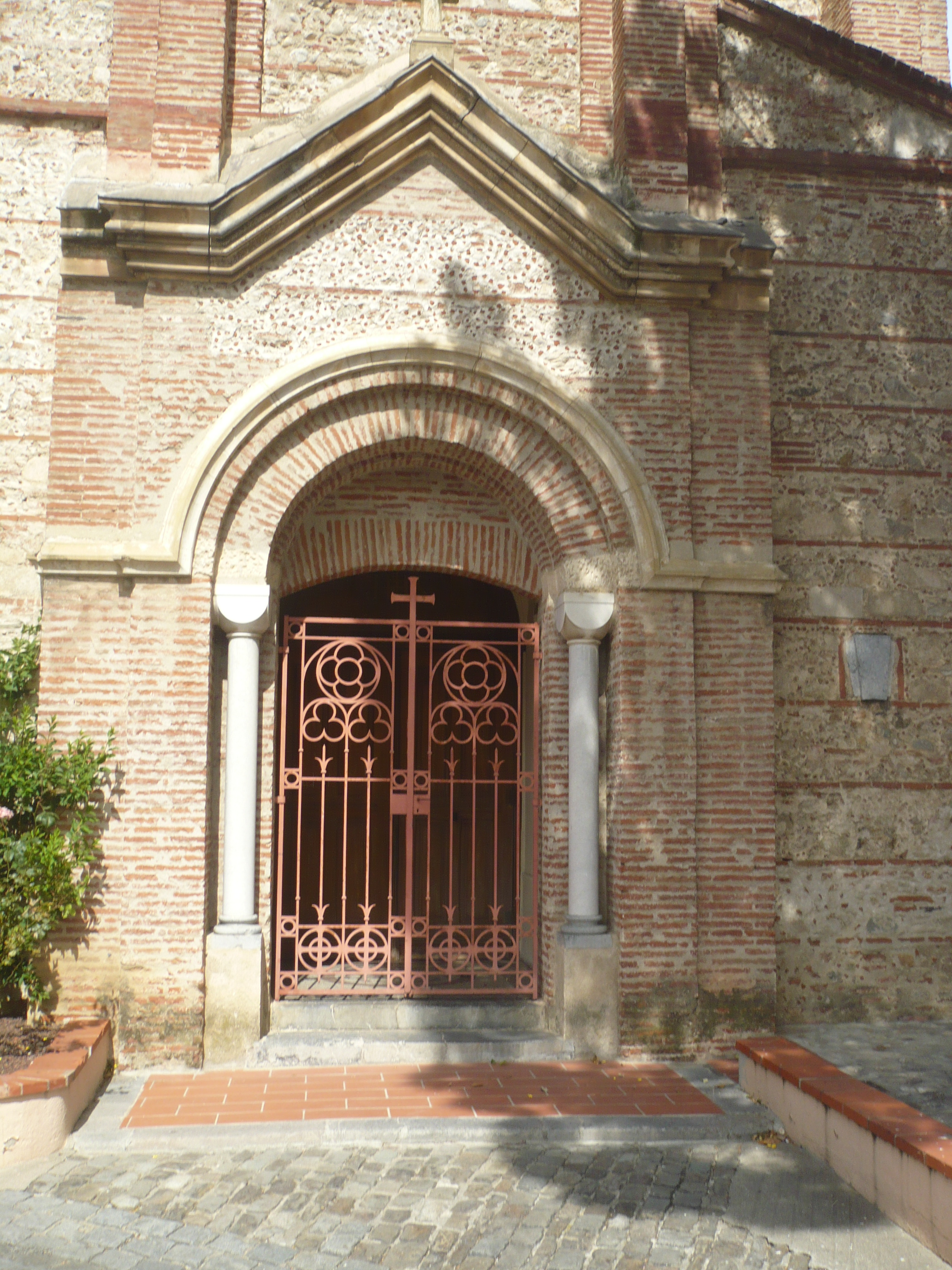
Façana principal de l'església

Sant Cristòfol de Cornellà del Bercol és l'església parroquial del terme municipal de Cornellà del Bercol, a la comarca del Rosselló.
Està situada al costat oriental del poble.
L'església de Sant Cristòfol és esmentada el 1087, en el testament de Pere Bernat de Cornellà, però de l'edifici romànic no queda ni rastre, ja que va ser totalment enderrocada per deixar lloc al temple actual.
L'edifici actual fou totalment construït al segle xix, dut a terme amb una alternança de maons i palets de riera, d'una manera molt característica a la comarca, tant edificis religiosos com civils, especialment caves cooperatives. Compta amb una sola nau capçada per un absis poligonal.
En una capella de l'església parroquial de Cornellà del Bercol fou trobada una estela o pilastra romana, amb la inscripció L(ucius) AELIUS / CANTABER. Aquesta estela està dipositada actualment en el Museu Rigaud de Perpinyà.